# Дани Ђуре Јакшића
Дани Ђуре Јакшића такође и Липарске вечери и Ђурини дани је годишња манифестација у Српској Црњи месту рођења Ђуре Јакшића. Акценат манифестације је подсећање на лик и дело уметника, поред тога ту су и позоришне представе, наступи хорова, промоција литературе и изложбе.